# سی‌کلیف (کالیفرنیا)
سی‌کلیف (به انگلیسی: Seacliff) یک منطقهٔ مسکونی در ایالات متحده آمریکا است که در شهرستان سانتا کروز، کالیفرنیا واقع شده‌است. سی‌کلیف ۱٫۹۸۷ کیلومتر مربع مساحت و ۳٬۲۶۷ نفر جمعیت دارد و ۴۳٫۸۹ متر بالاتر از سطح دریا واقع شده‌است.